# Ergebnisse der Kommunalwahlen in Genf
In der folgenden Liste werden die Ergebnisse der Kommunalwahlen in Genf aufgelistet. Es werden die Ergebnisse der Gemeinderatswahlen ab 1967 angegeben. Das Feld der Partei, die bei der jeweiligen Wahl die meisten Sitze erhalten hat, ist farblich gekennzeichnet.

## Parteien
- PP: Parti Progressiste

1952: Abspaltung von der PdA
- AdG: Alliance de Gauche

1995: Gemeinsame Liste der PdA, solidaritéS und unabh. Linke
1999 und 2003: Gemeinsame Liste der solidaritéS und unabh. Linke
2007: À Gauche toute!/Linke Alternative (PdA, Les Communistes, solidaritéS, unabh. Linke)
2011: Ensemble à Gauche (PdA, solidaritéS, DAL)
2020: Ensemble à Gauche (solidaritéS, DAL)
2025: Ensemble à Gauche (solidaritéS, DAL, PdA) und Union populaire
- PdA: Partei der Arbeit der Schweiz (Parti suisse du Travail)

1939: Parti socialiste genevois (Abspaltung der Genfer Kantonalsektion von der SP Schweiz)
1943: Parti ouvrière et populaire
1944: Parti suisse du Travail
1995: Alliance de Gauche (PdA, solidaritéS, unabh. Linke)
1999 und 2003: Parti suisse du Travail
2007: À Gauche toute!/Linke Alternative (PdA, Les Communistes, solidaritéS, unabh. Linke)
2011: Ensemble à Gauche (PdA, solidaritéS, DAL)
2020: Parti du Travail
2025: Ensemble à Gauche (solidaritéS, DAL, PdA) und Union populaire
- GPS: Grüne Schweiz (Les Verts)
- SP: Sozialdemokratische Partei der Schweiz (Parti socialiste suisse)

1939: Abspaltung der Genfer Kantonalsektion und Neugründung einer Kantonalsektion als Parti socialiste de Genève
- GLP: Grünliberale Partei
- Mitte: Die Mitte (Le Centre)

bis 1926: Parti indépendant
1926 bis 1971: Parti indépendant chrétien-social
1971 bis 2021: Christlichdemokratische Volkspartei (Parti démocrate-chrétien suisse)
- JR: Jungfreisinnige Genf (Parti jeune-radicale de Genève)

1914 und 1918: Eigene Wahllisten, danach FDP
- FDP: Freisinnig-Demokratische Partei (Parti radical-démocratique suisse)

2011: Fusion mit der LPS zu FDP.Die Liberalen (Libéraux-Radicaux)
- LPS: Liberale Partei der Schweiz (Parti Libéral Suisse), bis 1933 Parti démocratique, 1933 bis 1957 Parti national-démocratique

2011: Fusion mit der FDP zu FDP.Die Liberalen (Libéraux-Radicaux)
- SVP: Schweizerische Volkspartei (Union démocratique du centre)
- MCG: Mouvement citoyens genevois
- Vig.: Vigilance, rechtspopulistische Partei[2]
- UDE: Union de défense économique
- Front: Union nationale (Teil der Frontenbewegung)

## Gemeinderatswahlen
| Jahr | Gesamt | PP | AdG | PdA | GPS | SP | GLP | Mitte | JR | FDP | LPS | SVP | MCG | Vig. | UDE |
| ---- | ------ | -- | --- | --- | --- | -- | --- | ----- | -- | --- | --- | --- | --- | ---- | --- |
| 1914 | 41     |    |     |     |     | 10 |     | 4     |    | 10  | 17  |     |     |      |     |
| 1918 | 41     |    |     |     |     | 7  |     | 4     | 4  | 11  | 15  |     |     |      |     |
| 1922 | 41     |    |     |     |     | 14 |     | 4     | 11 | 11  | 12  |     |     |      |     |
| 1927 | 41     |    |     |     |     | 15 |     | 3     | 8  | 8   | 6   |     |     |      | 9   |
| 1931 | 62     |    |     |     |     | 26 |     | 7     | 14 | 14  | 8   |     |     |      | 7   |
| 1935 | 64     |    |     |     |     | 27 |     | 6     | 14 | 14  | 9   |     |     |      | 8   |
| 1939 | 62     |    |     |     |     | 27 |     | 5     | 19 | 19  | 9   |     |     |      | 2   |
| 1943 | 64     |    |     | 26  |     | 1  |     | 6     | 19 | 19  | 12  |     |     |      |     |
| 1947 | 67     |    |     | 24  |     | 6  |     | 6     | 17 | 17  | 14  |     |     |      |     |
| 1951 | 71     |    |     | 15  |     | 7  |     | 10    | 25 | 25  | 14  |     |     |      |     |
| 1955 | 79     | 5  |     | 11  |     | 10 |     | 13    | 28 | 28  | 12  |     |     |      |     |
| 1959 | 80     |    |     | 18  |     | 10 |     | 12    | 26 | 26  | 12  |     |     |      |     |
| 1963 | 80     |    |     | 15  |     | 21 |     | 13    | 15 | 15  | 16  |     |     |      |     |
| 1967 | 80     |    |     | 16  |     | 15 |     | 11    | 13 | 13  | 13  |     |     | 12   |     |
| 1971 | 80     |    |     | 18  |     | 16 |     | 12    | 15 | 15  | 14  |     |     | 5    |     |
| 1975 | 80     |    |     | 18  |     | 18 |     | 10    | 12 | 12  | 13  |     |     | 9    |     |
| 1979 | 80     |    |     | 15  |     | 18 |     | 8     | 12 | 12  | 20  |     |     | 7    |     |
| 1983 | 80     |    |     | 11  |     | 17 |     | 9     | 13 | 13  | 18  |     |     | 12   |     |
| 1987 | 80     |    |     | 10  | 11  | 14 |     | 8     | 11 | 11  | 17  |     |     | 9    |     |
| 1991 | 80     |    |     | 14  | 11  | 15 |     | 9     | 10 | 10  | 21  |     |     |      |     |
| 1995 | 80     |    | 18  | 18  | 8   | 18 |     | 8     | 9  | 9   | 19  |     |     |      |     |
| 1999 | 80     |    | 12  | 10  | 10  | 12 |     | 9     | 8  | 8   | 19  |     |     |      |     |
| 2003 | 80     |    | 9   | 6   | 13  | 16 |     | 6     | 6  | 6   | 15  | 9   |     |      |     |
| 2007 | 80     |    | 10  | 10  | 15  | 17 |     | 9     | 9  | 9   | 11  | 9   |     |      |     |
| 2011 | 80     |    | 12  | 12  | 11  | 16 |     | 7     | 15 | 15  | 15  | 8   | 11  |      |     |
| 2015 | 80     |    | 10  | 10  | 8   | 19 |     | 11    | 15 | 15  | 15  | 6   | 11  |      |     |
| 2020 | 80     |    | 7   |     | 18  | 19 |     | 8     | 14 | 14  | 14  | 7   | 7   |      |     |
| 2025 | 80     |    | 9   | 9   | 12  | 18 | 10  | 10    | 12 | 12  | 12  | 10  | 9   |      |     |

### Grafische Darstellung
| 1914 Insgesamt 41 Sitze - SP: 10 - CVP: 4 - FDP: 10 - LPS: 17                                | 1918 Insgesamt 41 Sitze - SP: 7 - CVP: 4 - JR: 4 - FDP: 11 - LPS: 15                         | 1922 Insgesamt 41 Sitze - SP: 14 - CVP: 4 - FDP: 11 - LPS: 12                                         | 1927 Insgesamt 41 Sitze - SP: 15 - CVP: 3 - FDP: 8 - LPS: 6 - UDE: 9                         | 1931 Insgesamt 62 Sitze - SP: 26 - CVP: 7 - FDP: 14 - LPS: 8 - UDE: 7                        |
| 1935 Insgesamt 64 Sitze - SP: 27 - CVP: 6 - FDP: 14 - LPS: 9 - Front: 8                      | 1939 Insgesamt 62 Sitze - SP: 27 - CVP: 5 - FDP: 19 - LPS: 9 - Front: 2                      | 1943 Insgesamt 64 Sitze - PdA: 26 - SP: 1 - CVP: 6 - FDP: 19 - LPS: 12                                | 1947 Insgesamt 67 Sitze - PdA: 24 - SP: 6 - CVP: 6 - FDP: 17 - LPS: 14                       | 1951 Insgesamt 71 Sitze - PdA: 15 - SP: 7 - CVP: 10 - FDP: 25 - LPS: 14                      |
| 1955 Insgesamt 79 Sitze - PP: 5 - PdA: 11 - SP: 10 - CVP: 13 - FDP: 28 - LPS: 12             | 1959 Insgesamt 80 Sitze - PdA: 18 - SP: 12 - CVP: 12 - FDP: 26 - LPS: 12                     | 1963 Insgesamt 80 Sitze - PdA: 15 - SP: 21 - CVP: 13 - FDP: 15 - LPS: 16                              | 1967 Insgesamt 80 Sitze - PdA: 16 - SP: 15 - CVP: 12 - FDP: 13 - LPS: 12 - Vig: 12           | 1971 Insgesamt 80 Sitze - PdA: 18 - SP: 16 - CVP: 12 - FDP: 15 - LPS: 14 - Vig: 5            |
| 1975 Insgesamt 80 Sitze - PdA: 18 - SP: 18 - CVP: 10 - FDP: 12 - LPS: 13 - Vig: 9            | 1979 Insgesamt 80 Sitze - PdA: 15 - SP: 18 - CVP: 8 - FDP: 12 - LPS: 20 - Vig: 7             | 1983 Insgesamt 80 Sitze - PdA: 11 - SP: 17 - CVP: 9 - FDP: 13 - LPS: 18 - Vig: 12                     | 1987 Insgesamt 80 Sitze - PdA: 10 - Grüne: 11 - SP: 14 - CVP: 8 - FDP: 11 - LPS: 17 - Vig: 9 | 1991 Insgesamt 80 Sitze - PdA: 14 - Grüne: 11 - SP: 15 - CVP: 9 - FDP: 10 - LPS: 21          |
| 1995 Insgesamt 80 Sitze - AdG: 18 - Grüne: 8 - SP: 18 - CVP: 8 - FDP: 9 - LPS: 19            | 1999 Insgesamt 80 Sitze - AdG: 12 - PdA: 10 - Grüne: 10 - SP: 12 - CVP: 9 - FDP: 8 - LPS: 19 | 2003 Insgesamt 80 Sitze - AdG: 9 - PdA: 6 - Grüne: 13 - SP: 16 - CVP: 6 - FDP: 6 - LPS: 15 - SVP: 9   | 2007 Insgesamt 80 Sitze - AGT: 10 - Grüne: 15 - SP: 17 - CVP: 9 - FDP: 9 - LPS: 11 - SVP: 9  | 2011 Insgesamt 80 Sitze - EàG: 12 - Grüne: 11 - SP: 16 - CVP: 7 - FDP: 15 - MCG: 11 - SVP: 8 |
| 2015 Insgesamt 80 Sitze - EàG: 10 - Grüne: 8 - SP: 19 - CVP: 11 - FDP: 15 - MCG: 11 - SVP: 6 | 2020 Insgesamt 80 Sitze - EàG: 7 - Grüne: 18 - SP: 19 - CVP: 8 - FDP: 14 - MCG: 7 - SVP: 7   | 2025 Insgesamt 80 Sitze - EàG-UP: 9 - Grüne: 12 - SP: 18 - Mitte-GLP: 10 - FDP: 12 - MCG: 9 - SVP: 10 |                                                                                              |                                                                                              |